# 애슐리 와그너

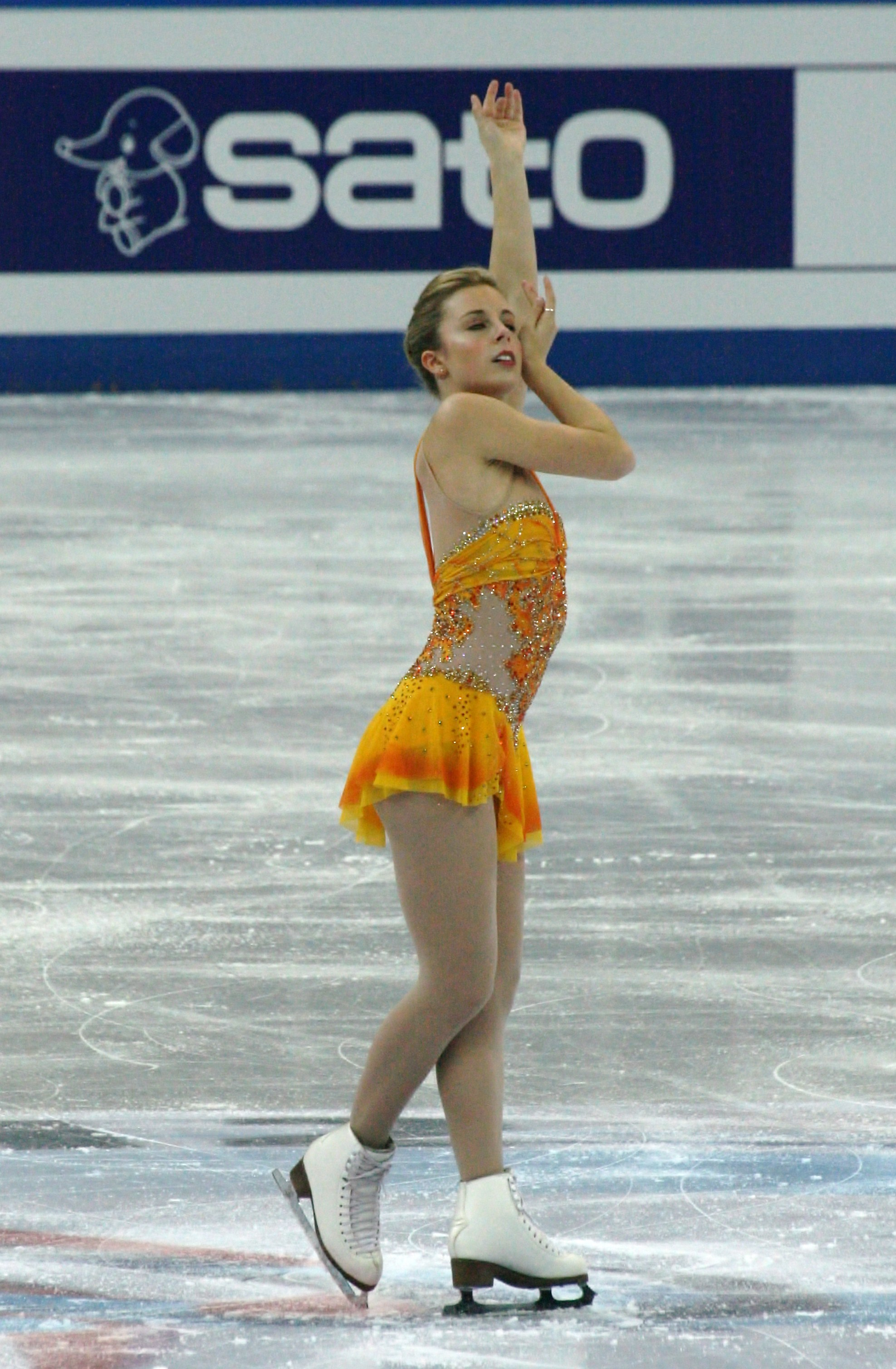
왜그너가 2012-2013 그랑프리 파이널에서 공연하고 있다.

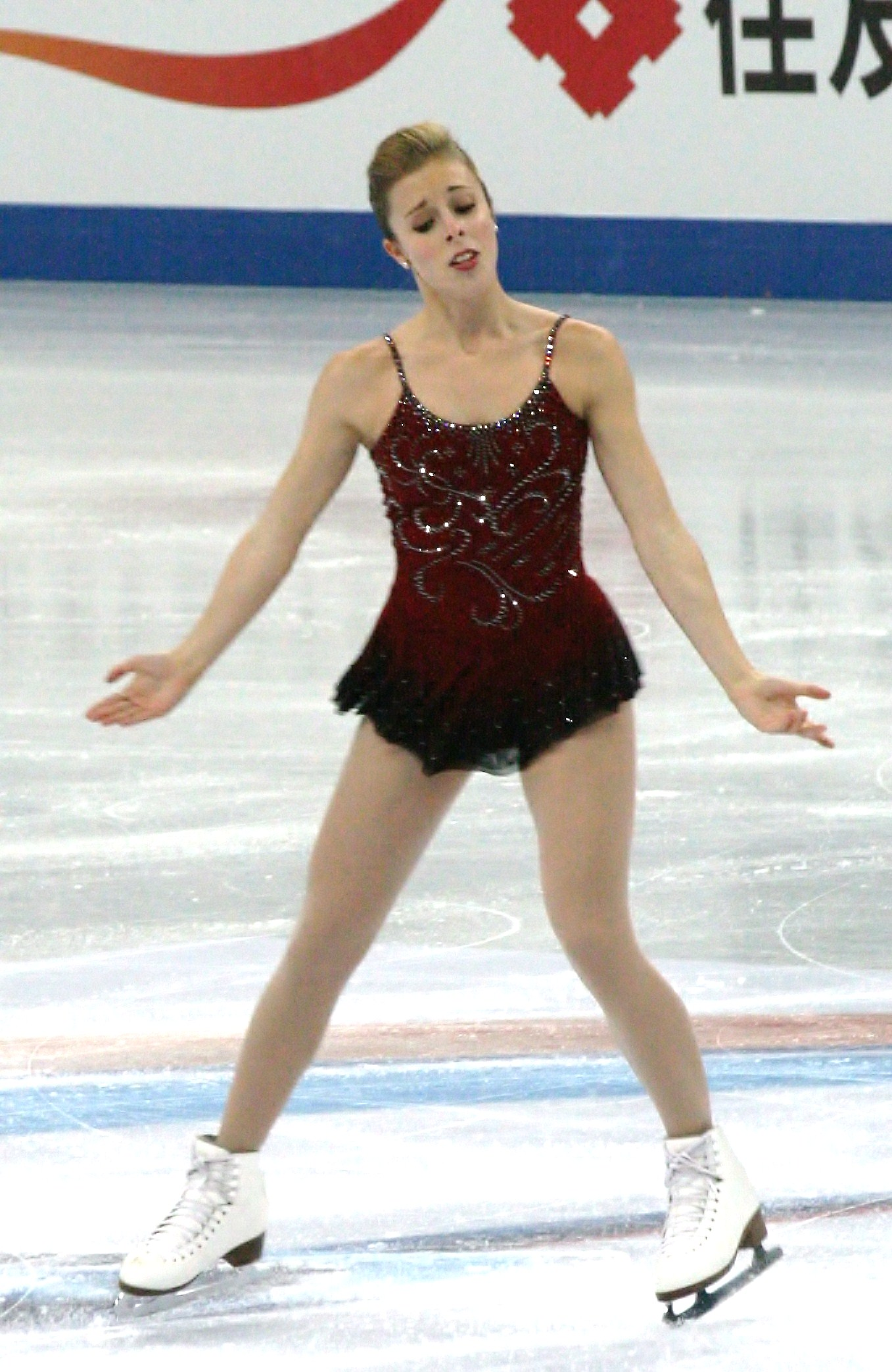
왜그너가 2012-2013 그랑프리 파이널에서 쇼트 프로그램을
공연하고 있다.

애슐리 엘리자베스 와그너(영어: Ashley Elisabeth Wagner, 1991년 5월 16일~)는 미국의 피겨 스케이팅 선수이다. 그녀는 2012년 4대륙 선수권 대회 챔피언이자 2012년 그랑프리 파이널 은메달 리스트, 2014년 동계 올림픽 단체전과 두 번의 그랑프리 파이널(2013년,2014년) 동메달 리스트이며, 2016년 보스턴 세계선수권 은메달 리스트이다. 그리고 미셸 콴 이후로는 처음으로 전미 피겨선수권 3관왕을 차지하고 전미 피겨선수권의 최고기록을 가지고 있으며, 2006년 이후 10년만에 메달을 딴 미 여싱이다.

## 기본 정보
- 생년월일: 1991년 5월 16일
- 신장: 160cm

- 출생지: 독일 하이델베르크
- 거주지: 미국 로스앤젤레스
- 세계랭킹: 6위(2015년 12월 기준)
- 코치: 라파엘 아르투니안
- ISU 공인 개인 최고 기록
  - 쇼트프로그램: 73.16 (2016 세계선수권)
  - 프리스케이팅: 142.23 (2016 세계선수권)
  - 총점: 215.39 (2016 세계선수권)